# Institut supérieur de management
Pour les articles homonymes, voir ISM.
L'Institut supérieur de management (ISM) était une école de l'Université de Versailles-Saint-Quentin-en-Yvelines spécialisée dans le management et la gestion. Il a intégré le réseau des IAE, IAE France en 2019 pour devenir l'Institut d'administration des entreprises de Versailles[réf. nécessaire].